# FC Dornbirn 1913
Fussball Club Dornbirn 1913 (normalt bare kendt som FC Dornbirn) er en østrigsk fodboldklub fra byen Dornbirn. Klubben spiller i 2. Liga, og har hjemmebane på Stadion Birkenwiese. Klubben blev grundlagt i 1913.